# Swaay
 (mai 2016).
Si vous disposez d'ouvrages ou d'articles de référence ou si vous connaissez des sites web de qualité traitant du thème abordé ici, merci de compléter l'article en donnant les références utiles à sa vérifiabilité et en les liant à la section « Notes et références ».
SWAAY est le premier extended play (EP) du groupe de pop-rock américain DNCE. Il est mis en vente le 23 octobre 2015 dans le monde entier par la maison de disques Republic Records. La majorité de l'extended play est co-produite et co-écrite par le chanteur et leader du groupe, Joe Jonas. l'EP est classé no 39 du Bilboard 200. Il atteint la neuvième place du classement Billboard 200 avec le morceau Cake by the Ocean.